# Майкл О'Нілл
Майкл О'Нілл (англ. Michael Andrew Martin O'Neill; нар. 5 липня 1969, Портадаун) — північноірландський футболіст, що грав на позиції півзахисника, нападника. По завершенні ігрової кар'єри — футбольний тренер. З 2019 року очолює тренерський штаб «Сток Сіті».
Виступав, зокрема, за клуб «Данді Юнайтед», а також національну збірну Північної Ірландії.

## Клубна кар'єра
У дорослому футболі дебютував за команду клубу «Кімней Корнер».
Згодом з 1984 по 1989 рік грав у складі команд клубів «Колрейн» та «Ньюкасл Юнайтед».
Своєю грою за останню команду привернув увагу представників тренерського штабу клубу «Данді Юнайтед», до складу якого приєднався 1989 року. Відіграв за команду з Данді наступні чотири сезони своєї ігрової кар'єри.
Протягом 1993—2004 років захищав кольори клубів «Гіберніан», «Ковентрі Сіті», «Абердин», «Редінг», «Віган Атлетік», «Сент-Джонстон», «Портланд Тімберс», «Клайдбанк» та «Гленторан».
Завершив професійну ігрову кар'єру у клубі «Ейр Юнайтед», за команду якого виступав протягом 2004 року.

## Виступи за збірну
У 1988 році дебютував в офіційних матчах у складі національної збірної Північної Ірландії. Протягом кар'єри у національній команді, яка тривала 9 років, провів у формі головної команди країни 33 матчі, забивши 7 голів.

## Кар'єра тренера
Розпочав тренерську кар'єру невдовзі по завершенні кар'єри гравця, 2006 року, очоливши тренерський штаб клубу «Бріхін Сіті».
В подальшому очолював команду клубу «Шемрок Роверс».
Наприкінці 2011 року очолив тренерський штаб національної збірної Північної Ірландії, який покинув у 2020 році.
20 листопада 2019 року став тренером «Сток Сіті».

## Титули і досягнення

### Як гравця
- Чемпіон Північної Ірландії:

«Гленторан»: 2002—2003
- Трофей Футбольної ліги: «Віган Атлетік»: 1998—1999

### Як тренера
- Чемпіон Ірландії:

«Шемрок Роверс»: 2010, 2011